# Егоров, Владимир Александрович (полковник)
Владимир Александрович Егоров (1872—1914) — русский военный деятель, полковник (1915; посмертно). Герой Первой мировой войны, погиб в бою.

## Биография
Родился в 1872 году во Владикавказе в дворянской семье.
В 1891 году вступил в службу после окончания Владикавказского реального училища. В 1892 году после окончания Алексеевского военного училища по I разряду произведён в подпоручики и выпущен в 20-ю артиллерийскую бригаду. 
В 1896 году произведён в поручики. В 1900 году после окончания Николаевской военной академии произведён в штабс-капитаны. В 1904 году произведён в капитаны. В 1905 году произведён в подполковники, командир батальона. В 1912 году после окончания Офицерской артиллерийской школы произведён в подполковники — командир 2-й батареи 21-й артиллерийской бригады.

С 1914 года участник Первой мировой войны, во главе своей батареи. 5 ноября 1914 года погиб в бою (ВП от 16.11.1914 года — исключен из списков убитым в бою с неприятелем). Высочайшим приказом от 6 января 1915 года посмертно за храбрость был награждён Георгиевским оружием: 
Владимиру Егорову ныне исключённому из списков убитому, за то, что 12-го октября 1914 года в бою у станции Горбатка, быстро вывел батарею на позицию. Заняв передовой наблюдательный пункт и наблюдая под сильным ружейным огнем, направил последовательно огонь батареи на д.д. Домброва, Красна и Янушно, чем обеспечил успех атаки, окончившейся полным бегством противника
Высочайшим приказом от 26 июля 1915 года (старшинство от 5.11.1914) посмертно за боевые отличия произведён в полковники.
17 ноября 1914 года погребен во Владикавказе на Первом городском кладбище.

## Награды
- Орден Святого Станислава 2-й степени (ВП 1912)
- Орден Святой Анны 2-й степени (ВП 14.05.1912)
- Георгиевское оружие (ВП 06.01.1915 — посмертно)
- Орден Святого Владимира 4 степени с мечами и бантом (ВП 19.02.1915 — посмертно[3])